# Leave Me Alone (I'm Lonely)
«Leave Me Alone (I'm Lonely)» es una canción de la cantante estadounidense Pink perteneciente a su cuarto álbum de estudio I'm Not Dead editado el año 2006. Fue lanzado como el sexto sencillo del álbum, en Australia en formato sencillo en CD y en el Reino Unido como un EP descargable, aunque en algunos países de Europa también fue publicado en formato físico.
A principios de febrero de 2007, antes de su lanzamiento oficial como sencillo, la canción fue puesta en la lista B de la BBC Radio. Debutó en el número 60 en el UK Singles Chart y subió hasta el número 34, la posición más baja de uno de sus sencillos en ese país hasta entonces. En Australia debutó en el puesto número 11 y alcanzó la posición número 5, convirtiéndose en el cuarto de los cinco sencillos de I'm Not Dead en alcanzar el top 5. En Nueva Zelanda también alcanzó el top 5 y el 5 de octubre de 2008 fue certificado con el disco de oro tras vender más de 7.500 copias.

## Vídeo musical
El video musical se compone de las actuaciones de Pink en el I'm Not Dead Tour. El video incluye tomas en su mayoría de actuaciones de «Leave Me Alone (I'm Lonely)», pero también incluye partes de las interpretaciones de «Stupid Girls», «Fingers», «The One That Got Away» y «U + Ur Hand».
En agosto de 2010 Pink lanzó un nuevo video para la canción. El vídeo está grabado en blanco y negro. Dijo que lanzó el video especialmente para sus fanes.

## Lista de canciones
- UK Single

1. «Leave Me Alone (I'm Lonely)» – 3:18
2. «Dear Mr. President» [Featuring Indigo Girls] – 4:33
3. «Dear Mr. President» [Live] – 4:45
4. «Leave Me Alone (I'm Lonely)» [Live] – 4:44
5. «Leave Me Alone (I'm Lonely)» [Digital Dog Radio Mix] - 2:48
6. «Leave Me Alone (I'm Lonely)» (Digital Dog Full Remix) - 6:23

- Australian CD Single

1. «Leave Me Alone (I'm Lonely)» – 3:18
2. «Dear Mr. President» [Live From Wembley Arena] – 4:49
3. «Who Knew» [Live From Wembley Arena] – 3:26

## Posicionamiento
| Listas (2007)                | Posicionamiento |
| ---------------------------- | --------------- |
| Australia ARIA Singles Chart | 5               |
| Australia Airplay Chart      | 3               |

| Listas (2006/07)                  | Posicionamiento |
| --------------------------------- | --------------- |
| Nueva Zelanda RIANZ Singles Chart | 5               |
| Eslovaquia Singles Chart          | 17              |
| UK Singles Chart                  | 34              |